# Itaim Paulista
Itaim Paulista es un distrito ubicado en la zona este de la ciudad de Sao Paulo, Brasil. Administrativamente pertenece a la subprefecura homónima. El distrito cuenta con varias guarderías y colegios, una amplia variedad de comercios, sucursales bancarias, comercios minoristas, mayoristas, centros comerciales, supermercados, hospitales y centros de salud. Entre estas instalaciones, el Shopping Itaim Paulista con salas de cine y el Hospital General de Itaim Paulista son los que más se destacan.

## Distritos limítrofes
- Jardim Helena (norte).
- Municipio de Itaquaquecetuba (este).
- Municipio de Poá, Municipio de Ferraz de Vasconcelos y Lajeado (sur).
- Vila Curuçá (oeste).